# Эпекли
Эпекли (также Аигли) — проточное озеро за Полярным кругом в России, располагается на территории Эвенкийского района Красноярского края. Площадь водной поверхности 16,3 км². Относится к бассейну реки Нижняя Тунгуска.
Озеро Эпекли представляет собой узкий и длинный водоём, находящийся на высоте 201 м над уровнем моря тектонического происхождения в ледниково-тектонической трещине юго-западных отрогов плато Путорана. Длина озера — 14,5 км, ширина колеблется от 1,14 до 1,85 км. Площадь водосборного бассейна — 567 км². На юго-западе сообщается с озером Северное через вытекающую реку Эпеклисен. Вода в озере прозрачная и чистая. Имеет слабый голубоватый оттенок и низкое содержание примесей в виде ионов. Пологие берега озера покрыты коричневатым песком, щебнем и глыбами базальта. С северо-запада и юго-востока озеро защищено от ветров горными хребтами с высотой до 1005 м, поэтому волнения на озере случаются редко.
Богато рыбой, водятся: щука, сиг, кунджа, голец Дрягина, ленок, таймень, хариус, окунь.
Населённых пунктов в районе озера нет. Озеро посещается только немногочисленными туристами и рыбаками.
Код объекта в государственном водном реестре — 17010700411116100002564.